# Frontière entre le Nigeria et le Tchad
La frontière entre le Nigeria et le Tchad est la frontière internationale terrestre séparant ces deux pays.
Située dans la région du lac Tchad et longue de 87 km, il s'agit, de loin, de la plus courte frontière des deux pays, ainsi que de l'une des plus courtes frontières terrestres du continent africain (seules les frontières Djibouti — Somalie, 58 km, Espagne — Maroc, 16 km, et Botswana — Zambie, 150 m, sont plus courtes).

## Description
Le frontière consiste en un unique segment reliant les tripoints du Nigeria et du Tchad avec le Niger (au nord-ouest ; 13° 42′ nord, 13° 38′ est) et le Cameroun (au sud-est ; 13° 05′ nord, 14° 05′ est).
À l'indépendance des deux pays en 1960, la frontière se situait intégralement dans le lac Tchad. À la suite de la très grande diminution de la taille de ce dernier, elle traverse désormais également des terres émergées, des marais et des îles intermittentes.
Administrativement, la frontière sépare l'État nigérian de Borno (zones de gouvernement local d'Abadam et Kukawa) et la province tchadienne du Lac.

## Histoire
De nombreux royaumes ont émergé au fil des siècles autour du lac Tchad ; le royaume du Kanem-Bornou s'étend dans la zone vers le XIIe siècle et, malgré des limites et une souveraineté fluctuante, reste la principale entité politique de la région jusqu'à la fin du XIXe siècle. L'actuelle frontière Nigeria-Tchad ne correspond alors à aucune réalité politique.
La frontière émerge dans le dernier quart du XIXe siècle lorsque les puissances européennes se partagent le territoire du continent africain. Lors de la conférence de Berlin en 1884, la France obtient le contrôle de la haute vallée du Niger (correspondant approximativement aux territoires des actuels Niger et Mali) et des terres explorées par Pierre Savorgnan de Brazza en Afrique centrale (actuels Gabon et république du Congo) ; le Royaume-Uni obtient de son côté les régions au sud de la haute-vallée du Niger (Lagos et Calabar).
À partir de cette base, les deux pays étendent leur contrôle vers l'intérieur du continent : la France connecte ses deux possessions en avril 1900 à Kousséri (nord de l'actuel Cameroun) et organise par la suite ses colonies en Afrique-Occidentale française et Afrique-Équatoriale française. Le Royaume-Uni s'étend à partir de Lagos et Calabar, formant en 1914 la colonie du Nigeria. Dans le même temps, l'Allemagne établit le protectorat du Kamerun à partir de ses comptoirs de commerce installés sur les côtes du golfe de Guinée depuis les années 1860.
La frontière Nigeria-Tchad contemporaine est une conséquence des négociations entre ces trois pays : les accords germano-britanniques de 1893 et 1906-1907 prolongent jusqu'au lac Tchad la frontière entre la colonie britannique du Nigeria et le protectorat allemand du Kamerun ; les accords franco-britanniques de 1898, 1904, 1906 et 1910 étendent la frontière entre Afrique-Occidentale française et Nigeria dans ce même lac ; et un traité franco-allemand de 1908 établit la frontière entre Afrique-Équatoriale française et Kamerun, toujours dans le lac Tchad. Le tripoint Niger-Nigeria-Tchad est définitivement précisé en 1910-1912 et le tripoint Cameroun-Nigeria-Tchad l'est en 1931. À cette date, la frontière prend sa forme actuelle.
Le Tchad obtient son indépendance en août 1960 le Nigeria en octobre 1960 : la frontière coloniale devient une frontière internationale entre deux État indépendant. Lors de la conférence du lac Tchad qui se tient à N'Djaména  en décembre 1962, les pays s'accordent à respecter les frontières existant dans le lac.
Depuis cette date, la superficie du lac Tchad s'est considérablement réduite et la frontière, à l'origine intégralement lacustre, est devenue principalement terrestre. En 1983, un conflit frontalier dégénère lorsque le Nigeria envoie des troupes dans la région, évoquant un harcellement des pêcheurs nigérians par des éléments tchadiens, conduisant à la mort de 75 Tchadiens et 9 soldats nigérians,. Au XXIe siècle, plusieurs milliers de réfugiés ont traversé la frontière à la suite de l'insurrection de Boko Haram dans le nord-est du Nigeria,.